# Catherine Dejardin
Pour les articles homonymes, voir Dejardin.
Catherine Dejardin est une artiste dramatique belge, née le 23 avril 1939 à Bruxelles et morte le 1er octobre 2005.

## Biographie
Diplômée de l'INSAS (Institut National Supérieur des Arts du Spectacle et des Techniques de Diffusion) de Bruxelles en 1966.

## Théâtre

### Centre dramatique de Wallonie
- L'Opéra des gueux de John Gay (1965) Mise en scène : A. Steiger (rôle : Jenny)
- L'Écume des jours de Boris Vian (1965) Adaptation et mise en scène : André Ernotte

### Théâtre national de Belgique
- Le Faiseur de Honoré de Balzac (1965) (rôle : Thérèse).
- Thyl Ulenspiegel (La Légende et les aventures héroïques, joyeuses et glorieuses d'Ulenspiegel et de Lamme Goedzak au pays de Flandre et ailleurs) de Hugo Claus d'après Charles De Coster (1966) Mise en scène : Pierre Debauche (rôle : Calleke).
- Les Joyeuses commères de Windsor de William Shakespeare adapt. de Charles Charras (1967) Mise en scène : Guy Lauzin (rôle : Anne Page).
- Les Italiens à Paris de Charles Charras et André Gille (1967) Mise en scène : Guy Lauzin (rôle : Angélique).

### Théâtre des galeries (Belgique)
- Génousie de René de Obaldia (1967) Mise en scène : Roland Ravez.

### Comédie de Bourges
- Victor ou les enfants au pouvoir de Roger Vitrac (1968) Mise en scène : Guy Lauzin (rôle : Thérèse) Diffusion TV en (1970).
- Macbeth de William Shakespeare (1969) Mise en scène : Gabriel Monnet (rôle : Lady Macduff).

### Théâtre de Nice
- Route étroite vers le grand nord d’Edward Bond (1969) Mise en scène : Guy Lauzin (rôle : Georgina).
- Léonce et Léna de Georg Büchner (1970) Mise en scène : Guy Lauzin (rôles : Léna et Rosetta).
- Plutus d’Aristophane (1970) Mise en scène : Guy Lauzin - Création collective (rôle : Mlle Toussicart).
- L'Avare de Molière (1970) Mise en scène : Gabriel Monnet (rôle : Elise).
- Testarium de Slawomir Mrozek (1971) Mise en scène : Guy Lauzin (rôle : La chanteuse).
- Coquin de coq de Seán O'Casey (1971) Mise en scène : Gabriel Monnet (rôle : Julia).

### Théâtre des Célestinsà Lyon
- Rhinocéros de Eugène Ionesco (1972) Mise en scène : Guy Lauzin (rôle : La ménagère).

### Comédie de Saint-Étienne
- Comme il vous plaira de William Shakespeare adapt. de Charles Charras (1976) Mise en scène : Guy Lauzin (rôle : Célia).

## Filmographie

### Cinéma
- 1968 : Un soir, un train, d'André Delvaux
- 1974 : La Choisie, de Gérard Mordillat

### Télévision
- 1975 : Trente ans ou La vie d'un joueur , de Marcel Moussy